# Hyleorus hoyti
Hyleorus hoyti är en tvåvingeart som beskrevs av Louis-Paul Mesnil 1974. Hyleorus hoyti ingår i släktet Hyleorus och familjen parasitflugor. Inga underarter finns listade i Catalogue of Life.